# Versetalsperre
Versetalsperre is een stuwmeer in de Duitse deelstaat Noordrijn-Westfalen, in het Sauerland. Het meer ligt in het Märkischer Kreis, iets ten zuiden van de plaats Lüdenscheid, en ontstond door een stuwdam die werd gebouwd tussen 1929 en 1952.
In de jaren 40 werden hierbij gevangenen uit een nazi-werklamp, Hunswinkel, ingezet. Ongeveer 550 gevangenen stierven tijdens deze periode door honger, mishandeling of executie. Er is een gedenkteken, het Hunswinkel gedenkteken bij de Klambrug, om deze slachtoffers te herdenken. 
De Duitse autosnelweg 45 loopt ten westen van het meer.